# خوسيه لوبيز ليرة
خوسيه لوبيز ليرة هو أستاذ جامعي ومحامي وقاضي وسياسي مكسيكي، ولد في 1892 في ولاية غواناخواتو في المكسيك، وتوفي في 1965. نشط حزبياً في الحزب الثوري المؤسساتي. وقد انتخب وزير الطاقة ‏.